# Ilheus virus
L'Ihileus virus (ILHV)  è un arbovirus della famiglia Flaviviridae, genere Flavivirus, appartiene al IV gruppo dei virus a ((+) ssRNA).
Esso venne isolato la prima volta in Brasile nella regione del Pantanal, altri isolamenti sono stati in Perù, Ecuador e Bolivia. 
Il vettore principale con cui si trasmette nella regione del Pantanl è l'Aedes scapularis esso è causa di malattia nei cavalli.
Mostra una correlazione genetica con altri arbovirus emergenti quali: il virus del Nilo occidentale (WNV) il virus Rocio (ROCV) e il St. Louis encephalitis virus (SLEV).